# Quercus libani
Quercus libani es una especie de roble perteneciente a la familia de las fagáceas. Está estrechamente relacionado con el roble cerris, clasificado con él en la Sección Cerris, una sección del género caracterizada por tener brotes rodeados de pelos suaves, con puntas de pelos en los lóbulos de la hoja, y las bellotas que maduran en unos 18 meses.

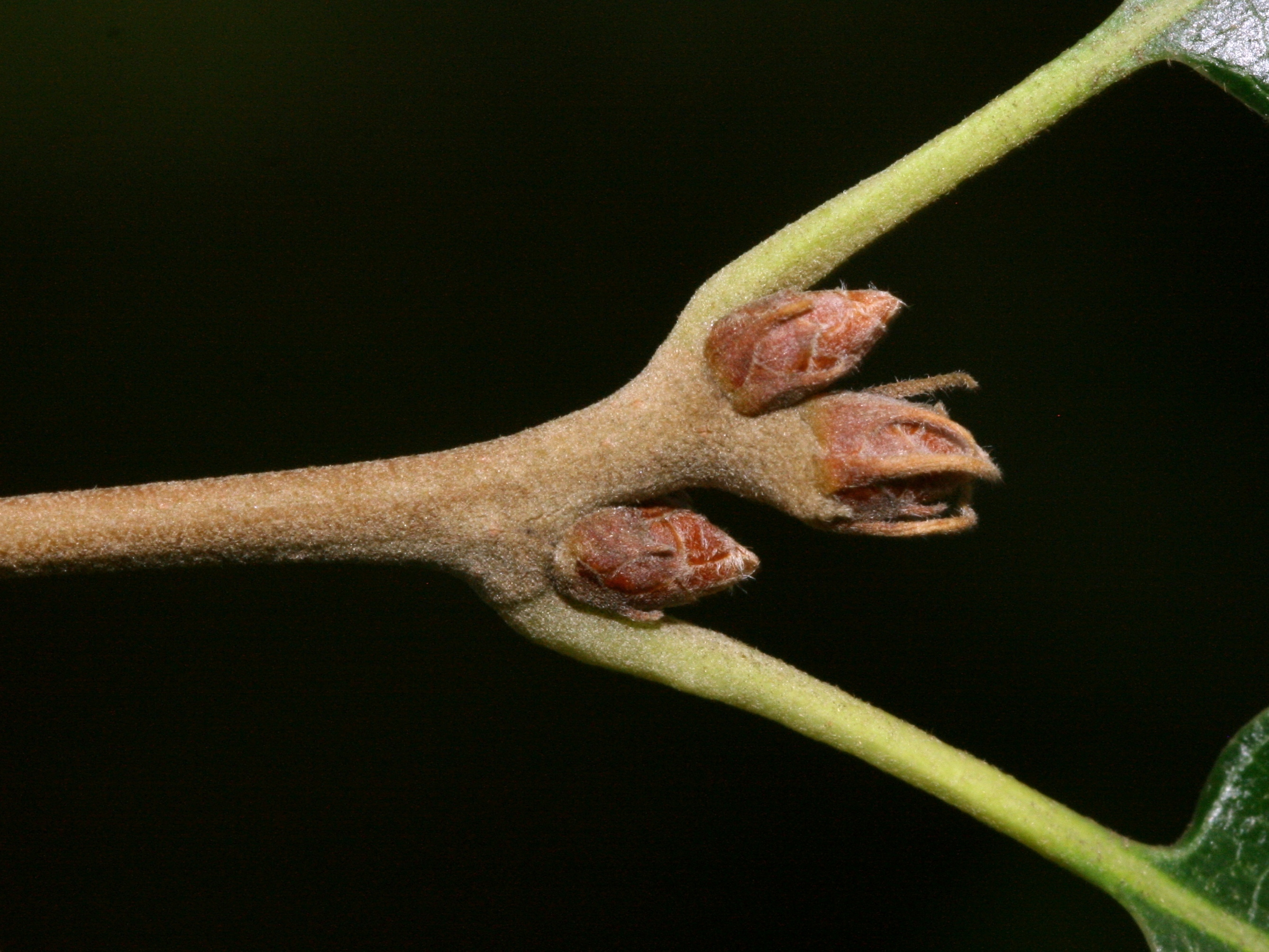
Brotes

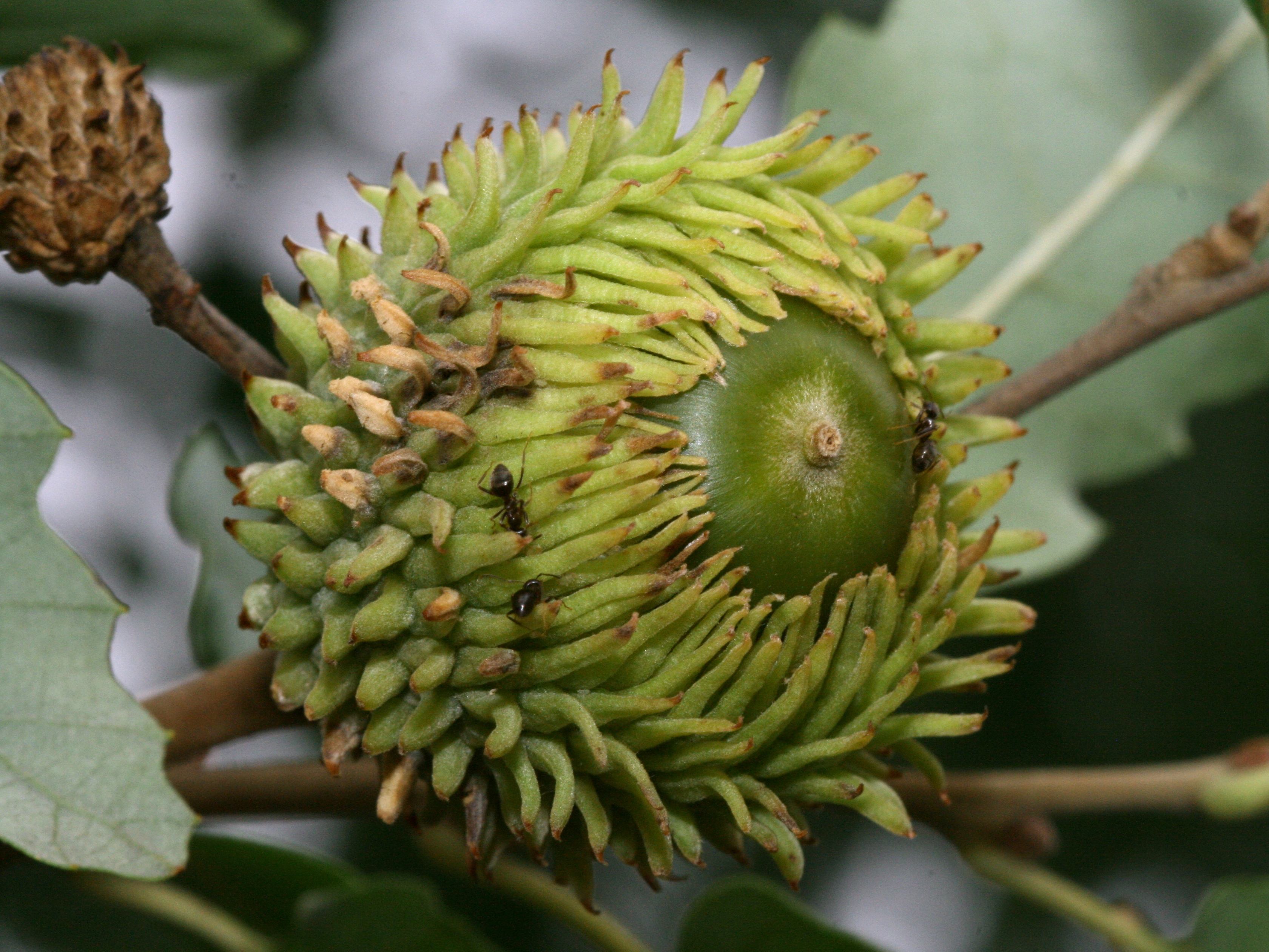
Detalle de la bellota

## Distribución
Es una especie de roble originaria del Mediterráneo oriental, en Asia occidental, en particular en el Líbano, al este de Turquía y el norte de Irak y de Irán.

## Descripción
Quercus libani es un árbol caducifolio que alcanza un tamaño de 8 metros de altura. La hoja caduca es delgada, alargada y con frecuencia asimétrica, su base es redonda y su punta es ligeramente puntiaguda. En el estado adulto el lado superior de la hoja es de color verde oscuro y el lado inferior es de color verde pálido. Las flores son monoicas pero las flores de ambos sexos se encuentran en el mismo árbol y son polinizadas por el viento. El árbol produce bellotas que crecen hasta unos 2 cm a 3,5 cm de diámetro. Su longitud está medio cubierto por la copa.

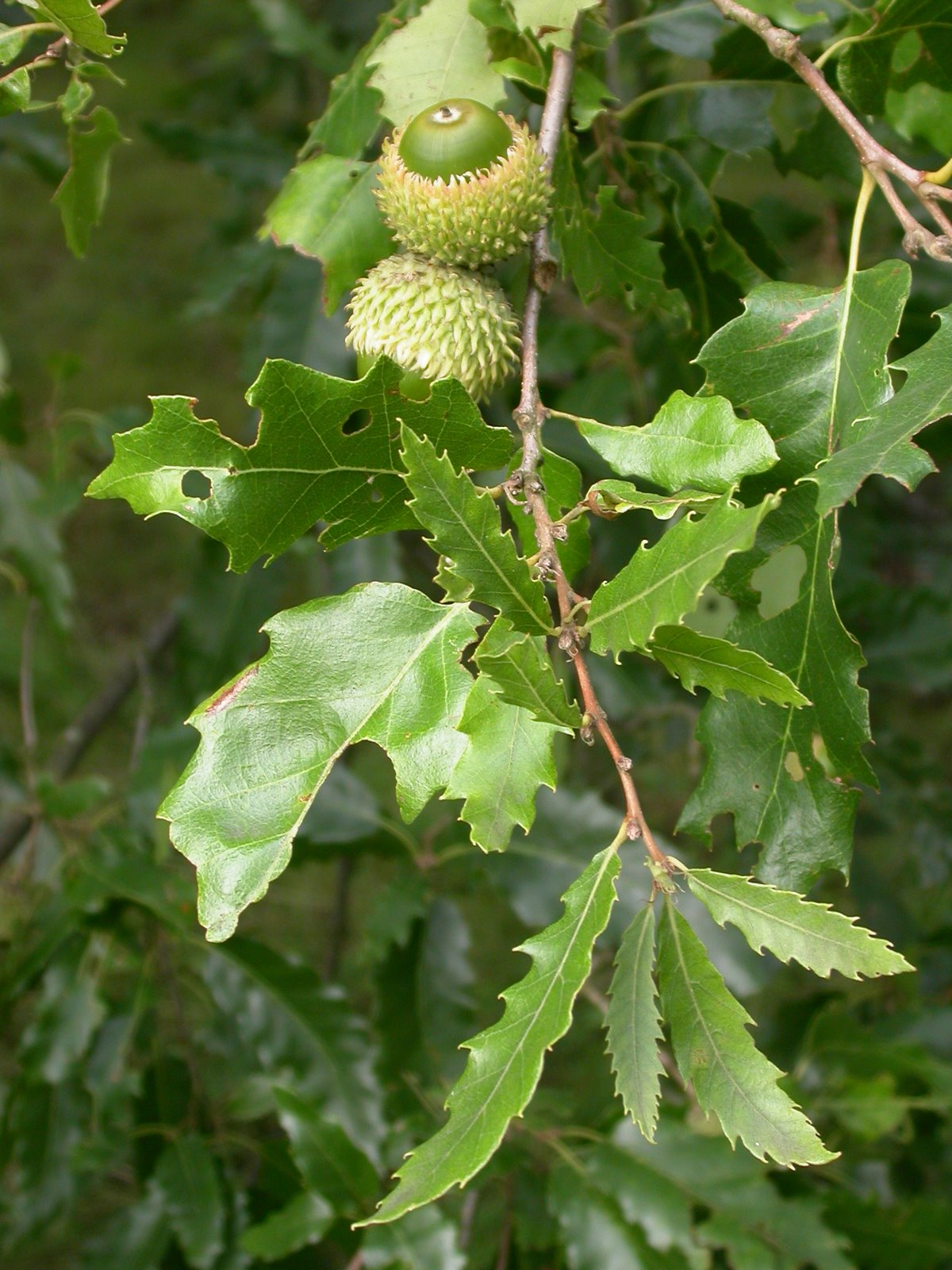
Quercus libani hojas.

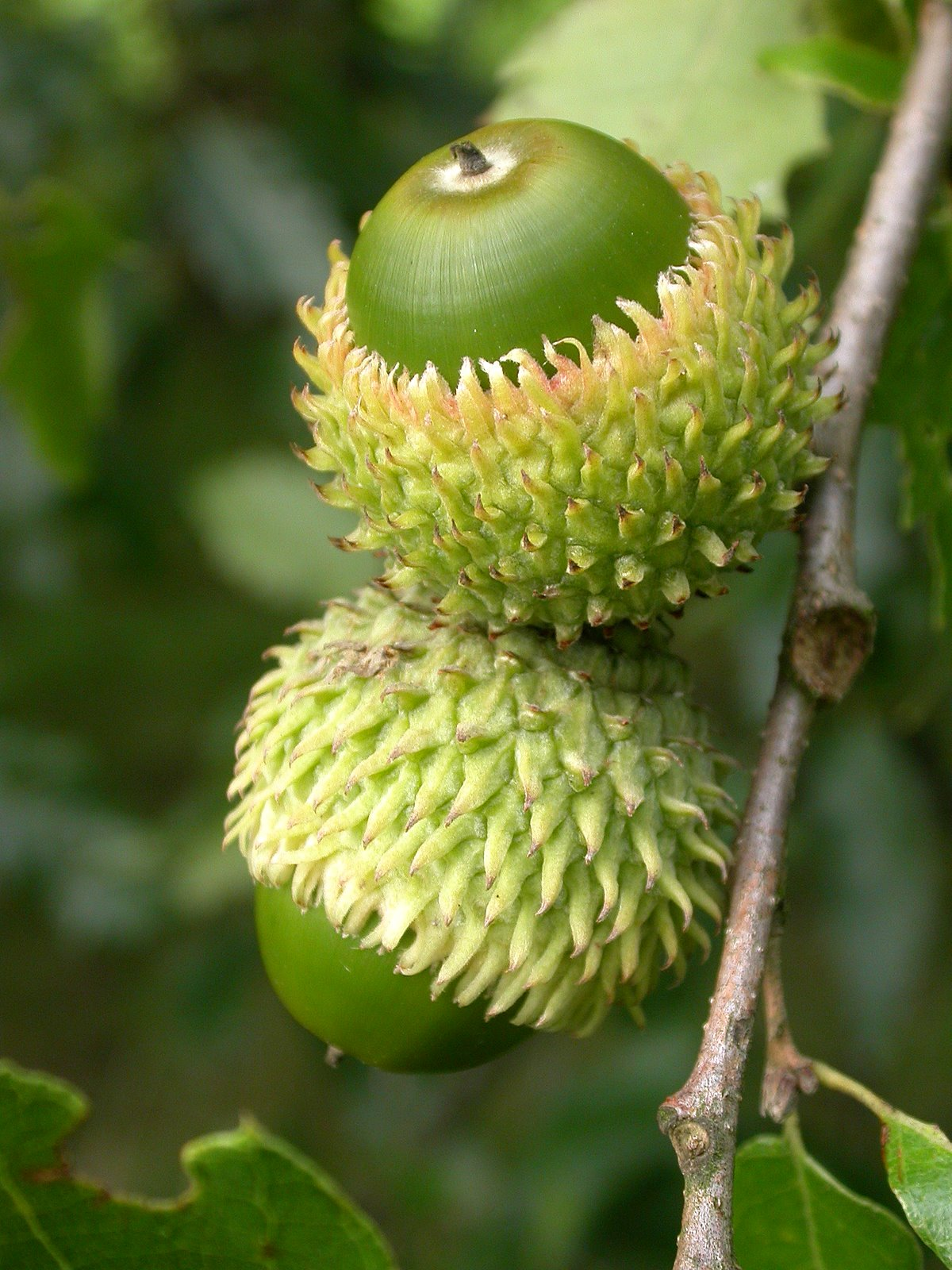
Bellotas verdes con la copa espinosa.

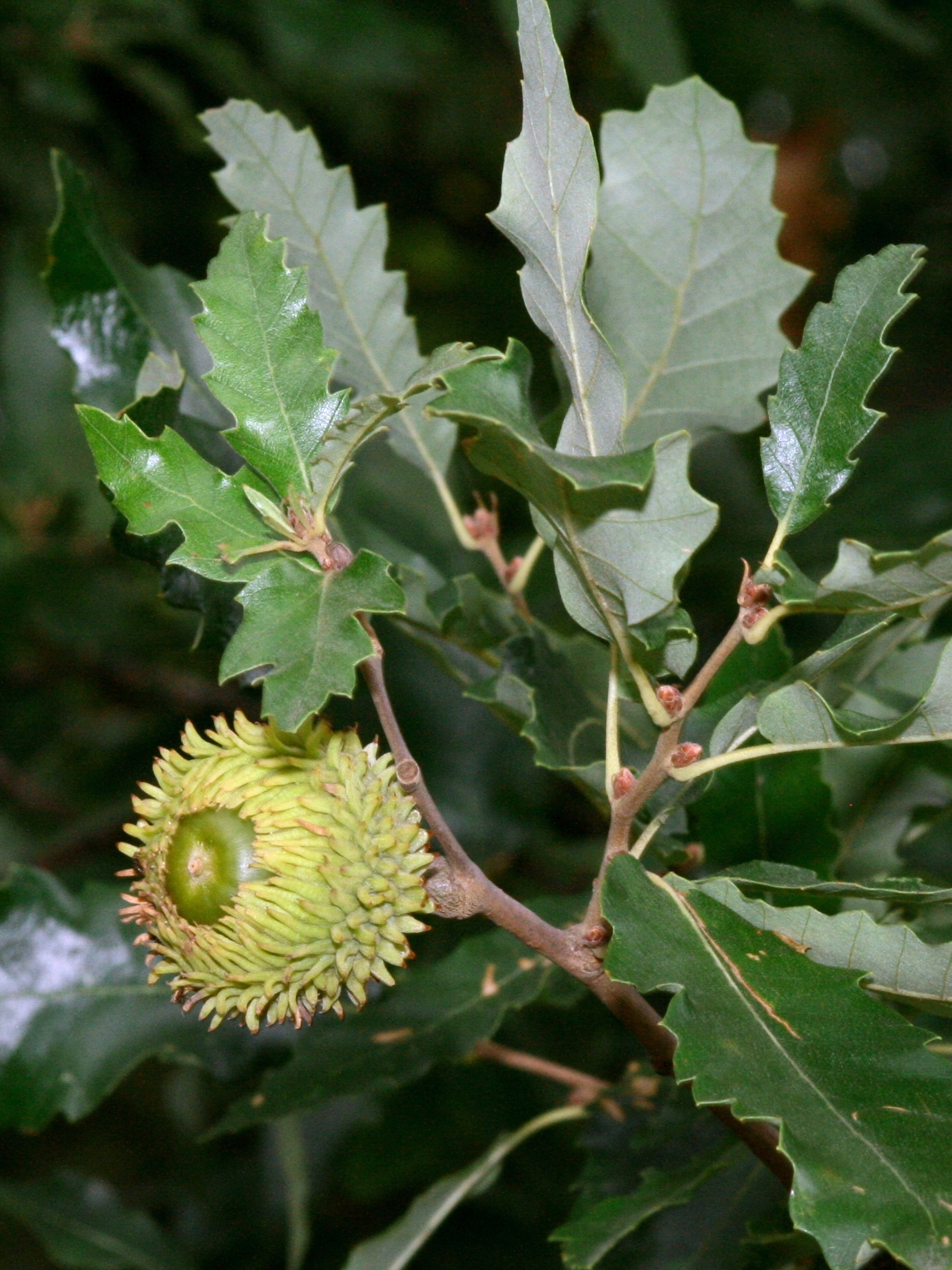
Detalle

## Usos
La madera de roble de Líbano es muy dura y resistente al ataque de insectos y hongos y se utiliza en las obras de construcción.
Alimento
Las bellotas son muy amargas debido a las altas concentraciones de taninos, este sabor amargo puede ser lixiviado por lavado de las bellotas en agua corriente, pero esto hace que se produzca la pérdida de muchos minerales beneficiosos.
Las bellotas se pueden secar y moler en un polvo y se utilizan para espesar guisos y se pueden mezclar con cereales para la fabricación de pan. Las bellotas amargas tostados pueden ser usados como un sustituto del café.
Medicinal
Las agallas producidas por las larvas de diferentes insectos que se pueden encontrar en los árboles tienen concentraciones especialmente altas de tanino, son altamente astringente y se utiliza en el tratamiento de la hemorragia y diarrea. el tanino de las agallas también se utiliza como colorante.
Cultivo
Quercus libani se cultiva y se planta como un árbol ornamental en jardines, parques, y proyectos para la restauración del hábitat. Tiene éxito, al ser resistente a la sequía, en jardines paisajísticos. El roble del Líbano puede crecer en un medio arcilloso o suelos muy arcillosos, sin preferencia por la acidez del suelo. El árbol puede crecer en la luz solar directa y semi-sombra. Puede soportar vientos fuertes, pero en las exposiciones marítimas no saladas.
El roble del Líbano no tolera bien las perturbaciones radiculares, por lo tanto los árboles de paisaje no deben moverse una vez plantados, o trasplantados de hábitats nativos. Las bellotas sembradas in situ producirán los mejores árboles, con la tasa de crecimiento y la tolerancia a la sequía arraigada. Las bellotas se siembran a medida que maduran. Las bellotas pierden su viabilidad si se secan, por lo que deben mantenerse en un lugar húmedo y fresco, protegido de los roedores hasta la siembra.

## Control biológico de plagas
La hojarasca de la encina del Líbano se utiliza como control de plagas biológico como repelente de insectos herbívoros para la protección de otras plantas. Sus hojas colocadas como multi capa alrededor de las plantas vulnerables repele eficazmente a los caracoles, babosas y gusanos. Las hojas frescas pueden inhibir el crecimiento de la planta, por lo que no se utiliza directamente desde el árbol. Al ser de hoja caduca, mucha hojarasca beneficiosa se produce en el otoño.

## Taxonomía
Quercus libani fue descrita por Guillaume Antoine Olivier y publicado en Voy. Emp. Othoman 2: 290. 1801.
Etimología
Quercus: nombre genérico del latín que designaba igualmente al roble y a la encina.
libani: epíteto geográfico que alude a su localización en Líbano.
Sinonimia
- Quercus apiculata Djav.-Khoie
- Quercus carduchorum K.Koch
- Quercus hedjazii Djav.-Khoie
- Quercus irregularis Djav.-Khoie
- Quercus karduchorum K.Koch ex Dippel
- Quercus magnosquamata Djav.-Khoie
- Quercus ophiosquamata Djav.-Khoie
- Quercus ovicarpa Djav.-Khoie
- Quercus polynervata Djav.-Khoie
- Quercus regia Lindl.
- Quercus regia var. eigii A.Camus
- Quercus scalaridentata Djav.-Khoie
- Quercus serratifolia Benth. ex Petzh. & G.Kirchn.
- Quercus squarrosa Kotschy ex A.DC.
- Quercus subcordata Djav.-Khoie
- Quercus tchihatchewii Kotschy ex A.DC.
- Quercus tregubovii Djav.-Khoie
- Quercus vesca Kotschy[7][8]